# Melanargia margena
Melanargia margena är en fjärilsart som beskrevs av Ribbe 1909. Melanargia margena ingår i släktet Melanargia och familjen praktfjärilar. Inga underarter finns listade i Catalogue of Life.